# Jan de Bont
Jan de Bont (* 22. října 1943 Eindhoven) je nizozemský filmový režisér, producent a kameraman, který se proslavil zejména jako tvůrce hollywoodských žánrových či »béčkových filmů«. Režijně zpracoval snímky jako Nebezpečná rychlost (1994), Twister (1996) nebo Lara Croft – Tomb Raider: Kolébka života (2003). Produkoval například sci-fi snímky Minority Report a Equilibrium. Jako kameraman je podepsán pod kasovními trháky Smrtonosná past (1988), Hon na ponorku (1990), Smrtonosná zbraň 3 (1992) nebo Základní instinkt (1992). Několikrát byl nominován na anticenu Zlatá malina. Jeho manželkou byla v letech 1973-1988 nizozemská herečka Monique van de Venová.